# Vaud
Vaud (německy Waadt, italsky Vaud, rétorománsky Vad) je kanton na západě Švýcarska, v blízkosti Ženevského jezera. Úředním jazykem je zde francouzština. Jeho hlavním městem je Lausanne.
Rozlohou je Vaud čtvrtým největším kantonem po Graubündenu, Bernu a Valais. Mezi lety 1536 a 1798 patřil Vaud k Bernu a následně se stal samostatným kantonem.

## Znak

Znak kantonu Vaud

Kanton Vaud má jako státní znak erb, který je popsán v článku 2 kantonální ústavy (zákon č. 131.231):
| „ | Kantonální znak je následující: rozdělený bílou a zelenou barvou, nad ním slova "Liberté et Patrie" uspořádaná do tří řádků zlatým písmem lemovaným černě. | “ |

Heslo Liberté et Patrie znamená „Svoboda a vlast“. Znak se také používá (jako ve všech švýcarských kantonech) v podobě praporu (kantonální vlajky). Kromě toho úřady používají logo v oficiálních publikacích. Zavedení znaku v roce 1803 si vzalo za vzor vlajku krátce existující Lémanské republiky (1798), i když příliš revoluční Égalité bylo nahrazeno Patrie. Dekret z roku 1803 nepředepisoval barvu nápisu a v 19. století se někdy objevoval v černé, jindy ve žluté barvě. Ve 20. století převládala konvence zlatých písmen v černé barvě, která se stala závaznou až s revizí ústavy v roce 2003.

## Geografie

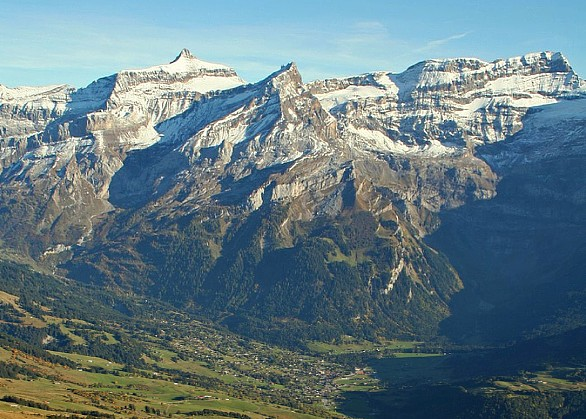
Masiv Les Diablerets

Kanton Vaud leží na západě Švýcarska a rozkládá se od Ženevského jezera na jihu k Neuchâtelskému jezeru na severu. Na severozápadě v pohoří Jura hraničí s francouzskými departementy Ain, Jura a Doubs, na jihozápadě s kantonem Ženeva, na jihu v Ženevském jezeře s francouzským Horním Savojskem, na jihovýchodě s kantonem Valais, na východě s kantony Fribourgem a Bernem a na severovýchodě s kantonem Neuchâtel. Celková rozloha kantonu činí 3 212 km².
Povrch je velmi členitý a rozmanitý. V blízkosti jezer se rozkládají roviny. Severozápad Vaudu zabírá Jura, jihovýchod Alpy. Nachází se zde Diableretský ledovec a několik oblíbených lyžařských cílů, jako jsou Villars, Les Diablerets a Leysin. Zbytek se nachází na Švýcarské plošině, tvořené převážně pahorkatinou. Kanton Vaud je tak vedle kantonu Bern jediným švýcarským kantonem, který má podíl ve všech třech hlavních švýcarských regionech.
Nejvyšším bodem s nadmořskou výškou 3210 m n. m. je Les Diablerets na jihovýchodě kantonu. Dalšími významnými horami jsou Dent de Jaman, Jorat, Oldenhorn, Rochers de Naye, Chasseron, La Dôle, Mont Risoux a Mont Tendre.
Nejsevernější částí kantonu je exkláva tvořená územím okresu Avenches, obklopená kantonem Fribourg a Neuchâtelským jezerem. Na druhou stranu se však uvnitř území Vaudu nacházejí dvě exklávy kantonu Fribourg, a dvě exklávy kantonu Ženeva, tvořené územím obce Céligny.

### Vodstvo
Jezera zaujímají celkovou plochu 393 km² (12,23 %), řeky a potoky 9,4 km² (0,29 %) celkové rozlohy kantonu. Nejvýznamnější vodní plochou je Ženevské jezero, které se rozkládá téměř podél celé jižní hranice kantonu. Na severu kanton obepíná jižní břeh Neuchâtelského jezera a západní břeh jezera Murtensee.
K nejvýznamnějším jezerům, která leží celá v kantonu, patří Lac Brenet, Lac de Joux, Lac de Bret a nádrž Lac de l’Hongrin. Hlavními řekami jsou Orbe, Broye, Venoge, Mentue a Aubonne.

## Historie

Oblast Vevey koncem 18. století

V době ledové kolem roku 18 000 př. n. l. byl kanton téměř celý pokryt ledovci. Po ústupu ledovců v době kamenné se v oblasti kolem roku 13 500 př. n. l. usadili lovci a sběrači a kolem roku 5 500 př. n. l. se na březích jezer usadili první lidé. Když se kolem roku 2000 př. n. l. naučili získávat kov z rudy, došlo k prvnímu mýcení.
V roce 58 př. n. l. zabránil Julius Caesar v bitvě u Bibracte Helvéciům v emigraci do Galie a podřídil je Římské říši. V důsledku toho došlo v regionu k velkému rozmachu, protože byly zavedeny nové stavební techniky, začalo se mluvit latinským jazykem a rozvíjel se obchod a podnikání.
V 5. století osídlili dnešní území kantonu Burgunďané, kteří se usadili po boku Helvéciů. Po pět století se vlády ujali franští králové a zhruba 150 let patřila oblast k Burgundskému království, v němž se těšila velké autonomii.
Kolem roku 1000 byl Comitatus waldensis („lesní hrabství“ nebo také „Waldgau“) udělen biskupovi z Lausanne. Patria Vuaudi (Waudi) s hlavním městem Moudon získala ve 13. století podobu malého státu pod vedením savojských hrabat - ovšem bez lausannského biskupství.
Ve středověku bylo území moderního kantonu Vaud dlouho rozděleno mezi více států. Většina území moderního kantonu Vaud byla až do roku 1536 součástí Savojského hrabství, několik územně nesouvisejících částí (Grandson, Orbe-Échallens) bylo součástí Burgundského vévodství. Součástí Savojska byla však i západní část moderního kantonu Fribourg. Na těchto územích Savojsko vytvořilo Baronství Vaud. Roku 1403 se součástí Švýcarska stala malá část moderního kantonu Vaud, tvořená územím bývalého okresu Pays-d’Enhaut, jež se roku 1555 stala součástí kantonu Bern. 

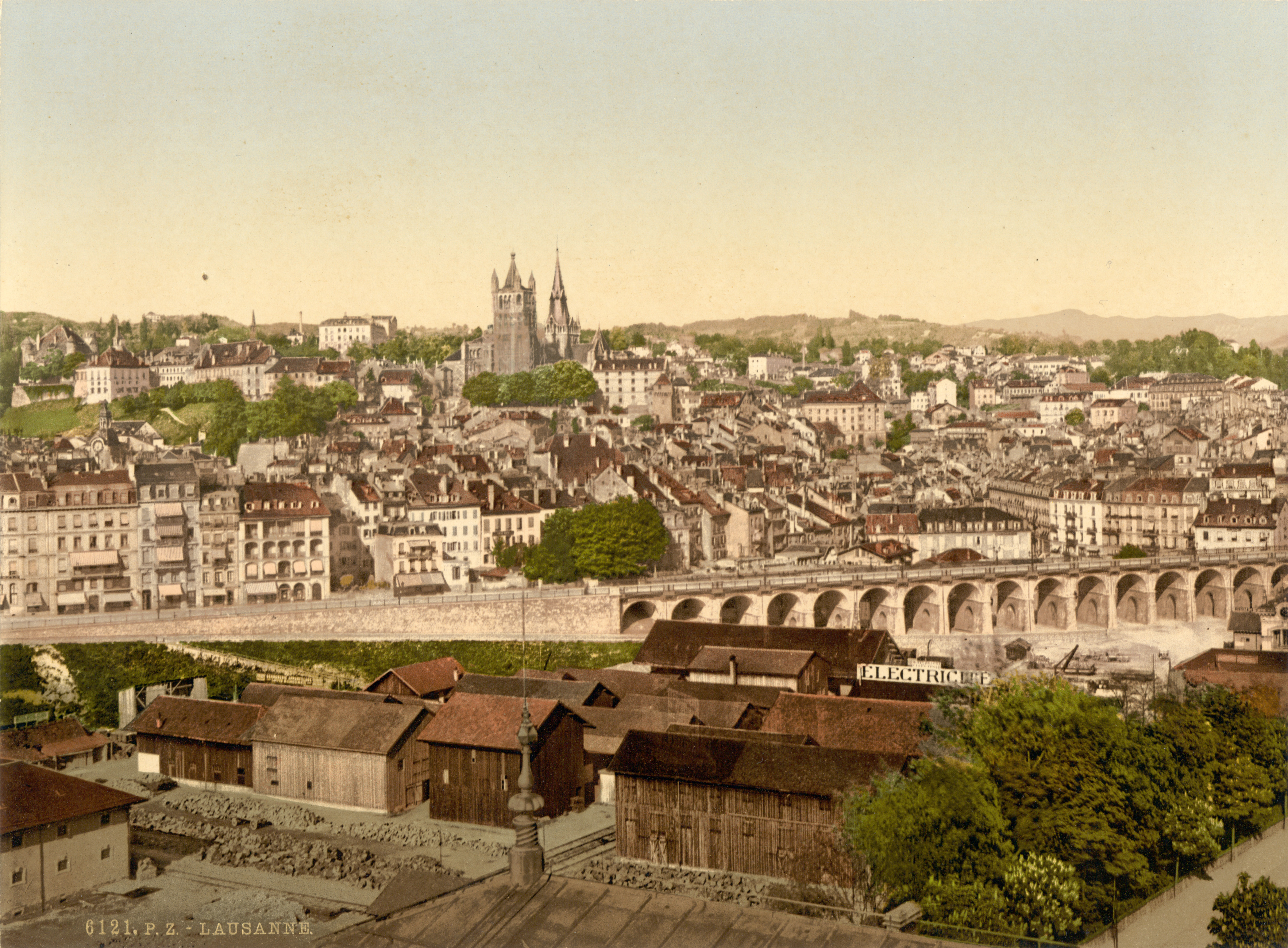
Lausanne okolo roku 1900

Území Vaudu bylo v letech 1475–1476 hlavním dějištěm burgundských válek a v roce 1536 bylo v době italských válek dobyto Bernskými. Ti násilně zavedli reformaci a vládli v oblasti 262 let. Část území si pro sebe uzmul také kanton Fribourg. Vaud nebyl zasažen různými evropskými válkami a prožil relativně klidné období, s výjimkou povstání majora Davela, který byl 24. dubna 1723 bernskými úřady popraven jako rebel. Ve Vaudu je doposud považován za lidového hrdinu.
Nezávislost Lémanské republiky byla vyhlášena 24. ledna 1798 v Lausanne. Z obavy před napoleonovými vojsky se vojska městského státu Bern stáhla ze svého poddanského území. Krátce nato se Vaud stal součástí Helvétské republiky jako kanton Léman, přičemž součástí kantonu nebyly severovýchodní části moderního kantonu Vaud (například město Avenches), které byly nově začleněny do kantonu Fribourg. Od roku 1801 usilovaly tyto části o připojení ke kantonu Léman.
Aktem o zprostředkování z 19. února 1803 učinil Napoleon Bonaparte z Vaudu nezávislý kanton. Toto datum je považováno za datum založení kantonu. 14. dubna 1803 se v Lausanne konalo první zasedání Velké rady a od té doby je toto datum považováno za kantonální svátek. Součástí Vaudu se staly i oblasti připojené roku 1798 ke kantonu Fribourg.
Od roku 1803 byla ústava Vaud několikrát změněna. V roce 1831 bylo zavedeno všeobecné volební právo a v roce 1959 byl Vaud prvním kantonem ve Švýcarsku, který zavedl volební právo žen na kantonální úrovni.

## Obyvatelstvo

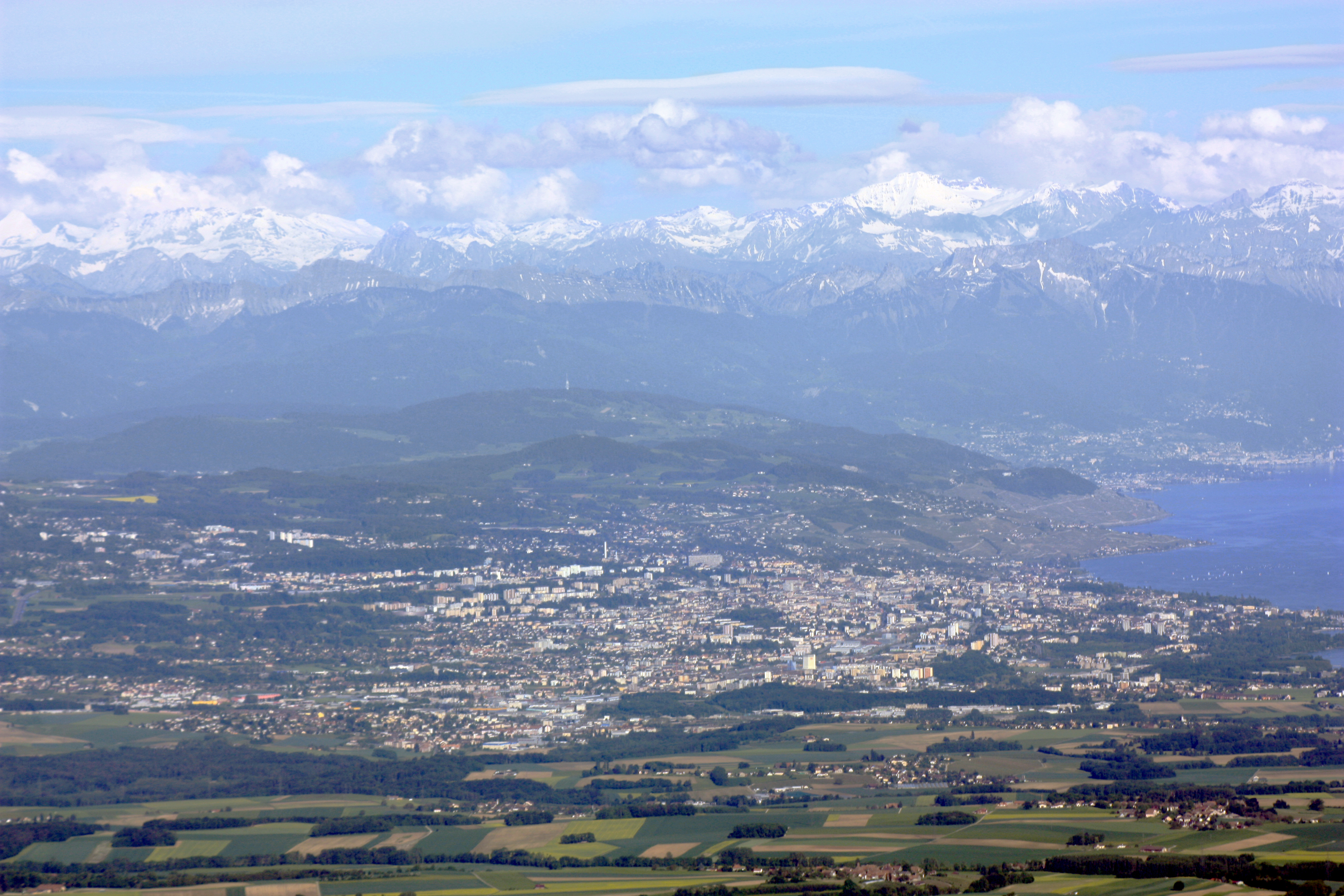
Aglomerace Lausanne, pohled z Mont Tendre

Většina obyvatel kantonu žije v městských aglomeracích. Hlavní město Lausanne včetně přilehlých obcí je nejlidnatějším z nich a má přibližně 324 400 obyvatel. Následují Vevey a Montreux s 89 900 obyvateli, oblast Aigle s 37 100 obyvateli a Yverdon-les-Bains s 31 600 obyvateli. Město Nyon je orientováno spíše na ženevskou aglomeraci. Dalšími významnými sídly a menšími aglomeracemi jsou Morges, Renens a Rolle.
K 31. prosinci 2021 žilo v kantonu Vaud 822 968 obyvatel. Hustota zalidnění 256 obyvatel na km² je nad švýcarským průměrem (212 obyvatel na km²). Podíl cizinců (obyvatel přihlášených k trvalému pobytu, avšak bez švýcarského občanství) činil k 31. prosinci 2019 33,0 %, zatímco na celostátní úrovni bylo registrováno 25,3 % cizinců. 30. června 2021 činila míra nezaměstnanosti 3,9 %, zatímco na spolkové úrovni 2,8 %. 31. prosince 2019 bylo v zemi registrováno 2,8 % cizinců, tedy stejně jako na spolkové úrovni.
| Vývoj počtu obyvatel | Vývoj počtu obyvatel | Vývoj počtu obyvatel | Vývoj počtu obyvatel | Vývoj počtu obyvatel | Vývoj počtu obyvatel | Vývoj počtu obyvatel | Vývoj počtu obyvatel | Vývoj počtu obyvatel | Vývoj počtu obyvatel | Vývoj počtu obyvatel | Vývoj počtu obyvatel | Vývoj počtu obyvatel | Vývoj počtu obyvatel | Vývoj počtu obyvatel | Vývoj počtu obyvatel | Vývoj počtu obyvatel | Vývoj počtu obyvatel | Vývoj počtu obyvatel | Vývoj počtu obyvatel |
| -------------------- | -------------------- | -------------------- | -------------------- | -------------------- | -------------------- | -------------------- | -------------------- | -------------------- | -------------------- | -------------------- | -------------------- | -------------------- | -------------------- | -------------------- | -------------------- | -------------------- | -------------------- | -------------------- | -------------------- |
| Rok                  | 1850                 | 1860                 | 1870                 | 1880                 | 1888                 | 1900                 | 1910                 | 1920                 | 1930                 | 1941                 | 1950                 | 1960                 | 1970                 | 1980                 | 1990                 | 2000                 | 2010                 | 2020                 |                      |
| Počet obyvatel       | 199 575              | 213 157              | 229 588              | 235 349              | 247 655              | 281 379              | 317 457              | 317 498              | 331 853              | 343 398              | 377 585              | 429 512              | 511 851              | 528 747              | 601 816              | 640 657              | 711 818              | 814 762              |                      |

### Jazyky
Úředním jazykem kantonu je francouzština. Dle statistiky z roku 2019 převážná většina obyvatel hovoří právě francouzsky (82,6 %); dalšími uvedenými jazyky pak byly angličtina (8,9 %), němčina (5,5 %) a italština (5,0 %).

### Náboženství
Kulturní rozmanitost se ve městech projevuje také v oblasti náboženství. Na venkově stále platí více tradiční poměry, tedy že zejména severovýchod kantonu je zčásti katolický, zatímco zbytek Vaudu, jakožto bývalého bernského poddanského území, je tradičně reformovaný. Při posledním sčítání lidu se 40,04 % obyvatel hlásilo k protestantské církvi, tedy většinově k Reformované evangelické církvi kantonu Vaud (Église Évangélique Réformée du canton de Vaud), dále k římskokatolické církvi s 33,62 % (diecéze Lausanne, Ženeva a Fribourg). Necelých 14 procent obyvatel je bez příslušnosti a asi 5 procent se nechtělo vyjádřit. Nejpočetnější menšinou je islámská komunita (3,86 %) před křesťanskou pravoslavnou populací (1,65 %).

## Politika

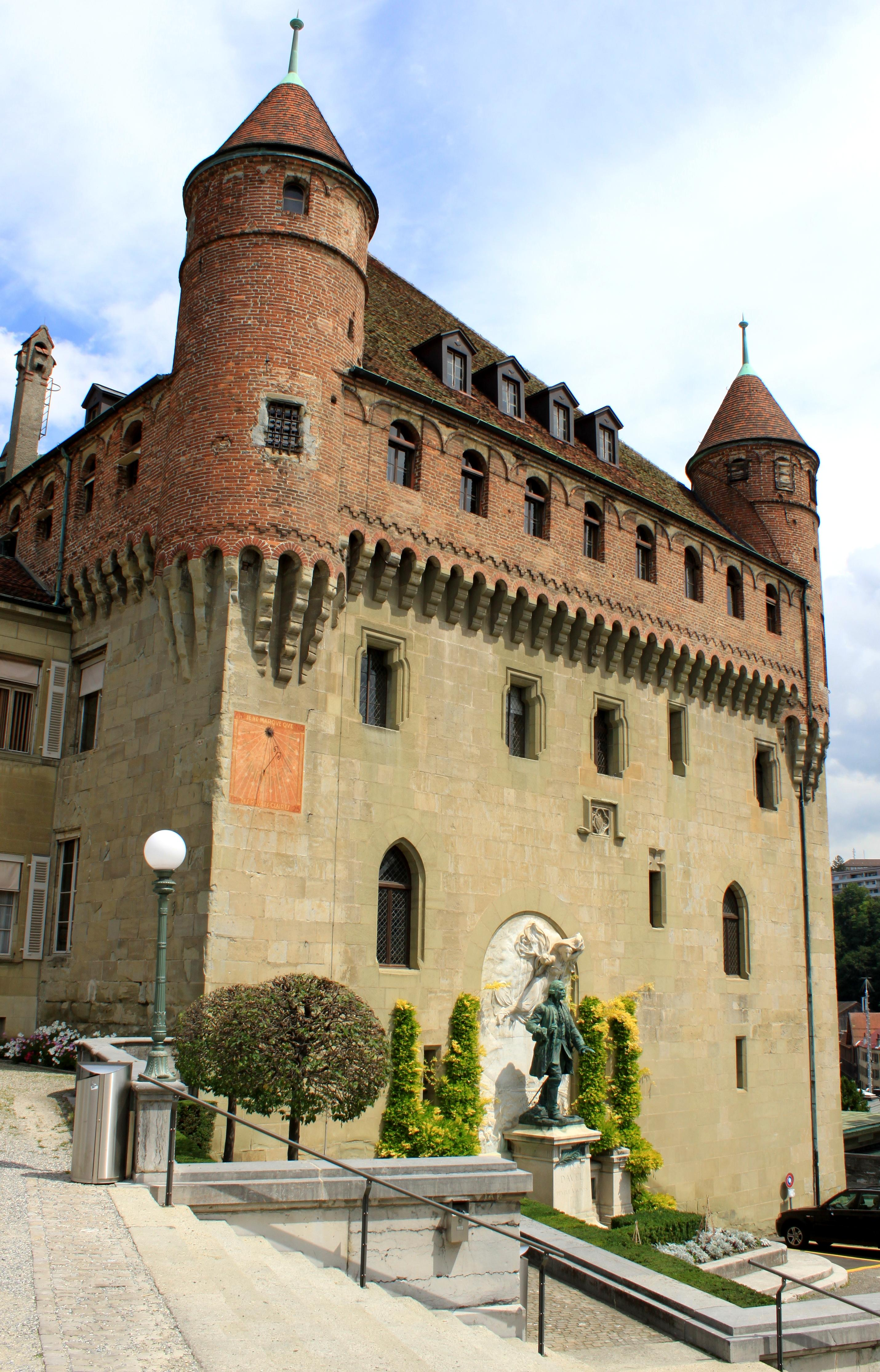
Zámek Saint-Maire v Lausanne, sídlo kantonální vlády

Nová kantonální ústava vstoupila v platnost 14. dubna 2003, přesně 200 let po založení kantonu. Ústavní rada již dříve vypracovala návrh v letech 1999 až 2002.
Nejdůležitějšími změnami revize je mimo jiné to, že Velkou radu nyní tvoří 150 členů namísto 180 a že legislativní období nyní trvá pět let namísto čtyř. Místo každoroční rotace předsednictví Státní rady se nyní volí předseda z řad jejích členů na celé funkční období. Byl zřízen nový Účetní dvůr složený z pěti soudců, který je volen Velkou radou. Cizinci s trvalým pobytem v kantonu mají právo volit a kandidovat ve volbách na komunální úrovni a 19 okresů je nyní seskupeno do deseti obvodů. Reformovaná církev navíc ztratila status státní církve, ale zůstává národní církví uznanou veřejným právem, stejně jako římskokatolická církev.

### Přímá demokracie
Prostřednictvím lidové iniciativy může 12 000 voličů během čtyř měsíců požadovat přijetí, změnu nebo zrušení zákona nebo částečnou revizi ústavy a 18 000 voličů může požadovat úplnou revizi ústavy. Po projednání v kantonálním parlamentu musí být lidová iniciativa předložena k referendu.
Povinnému referendu podléhají dílčí a úplné změny ústavy, jakož i smlouvy měnící ústavu, změny území kantonu, prohlášení a vyhlášky o jaderné energii a některá opatření finanční restrukturalizace.
Všechny zákony a vyhlášky, jakož i smlouvy, kterými se mění zákon, podléhají nepovinnému referendu. K tomu je zapotřebí 12 000 podpisů voličů shromážděných do šedesáti dnů od zveřejnění.

### Legislativa
Velká rada (francouzsky Grand Conseil) je parlamentem kantonu Vaud. Má 150 členů, kteří jsou voleni voliči na základě poměrného zastoupení na dobu pěti let. Členové Velké rady volí svého předsedu na jednoleté funkční období.

### Vláda

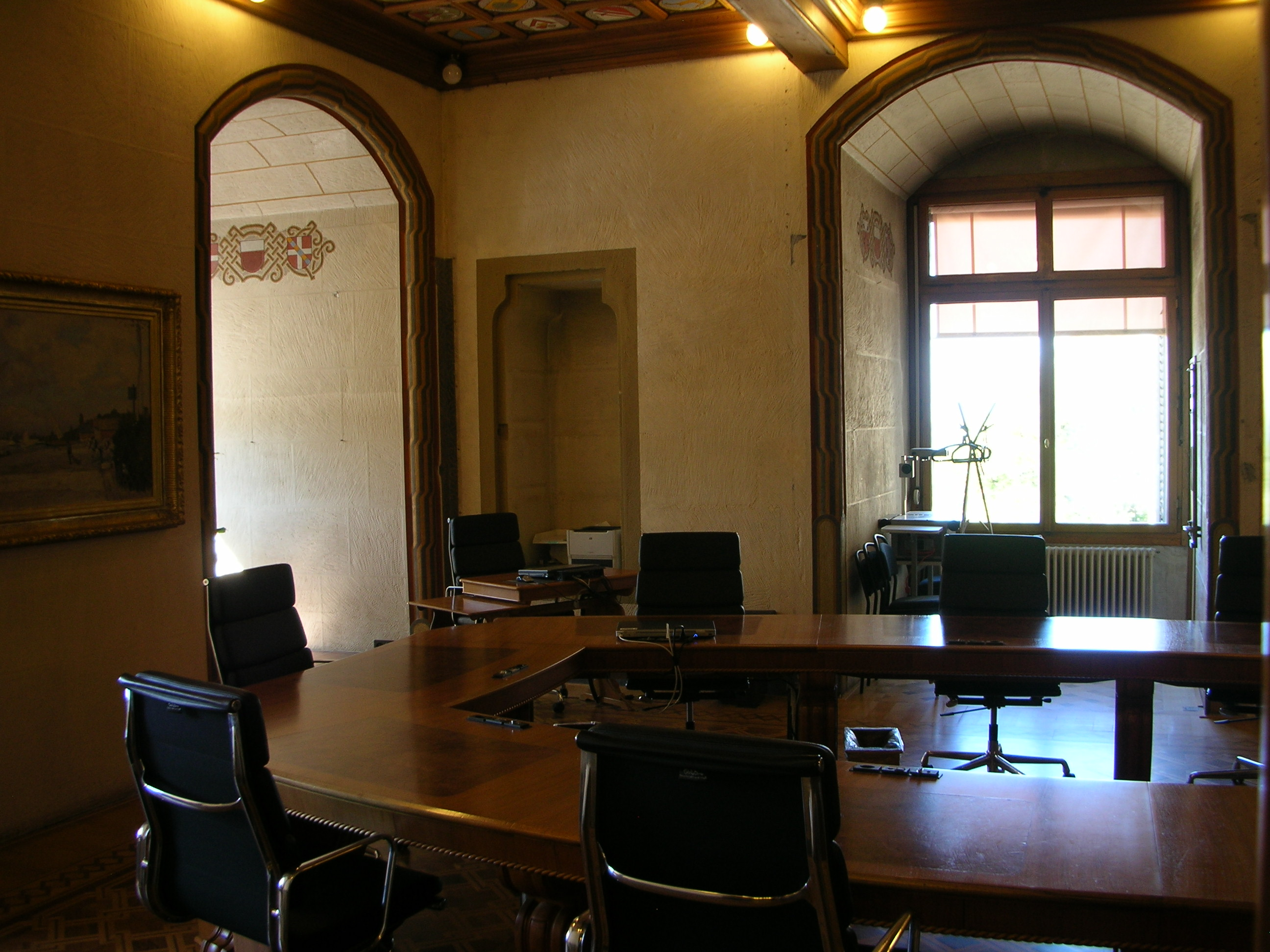
Zasedací místnost vlády

Výkonnou moc kantonu vykonává Státní rada (Conseil d'État). Skládá se ze sedmi členů, kteří nesou titul  conseiller d'État (státní rada) a jsou voleni většinou hlasů na pětileté funkční období. Každý státní rada vede svůj vlastní odbor. Členové Státní rady jmenují ze svého středu jednu osobu, která vykonává funkci předsedy vlády (Président du Conseil d'État) po celou dobu funkčního období. 
Od revize kantonální ústavy v roce 2003 je Státní rada volena občany každých pět let. Žádný jiný kanton nestanovuje delší funkční období. Před změnou ústavy byl každý rok jmenován nový prezident podle rotačního principu, jako je tomu dnes ve většině ostatních kantonů.

### Soudnictví

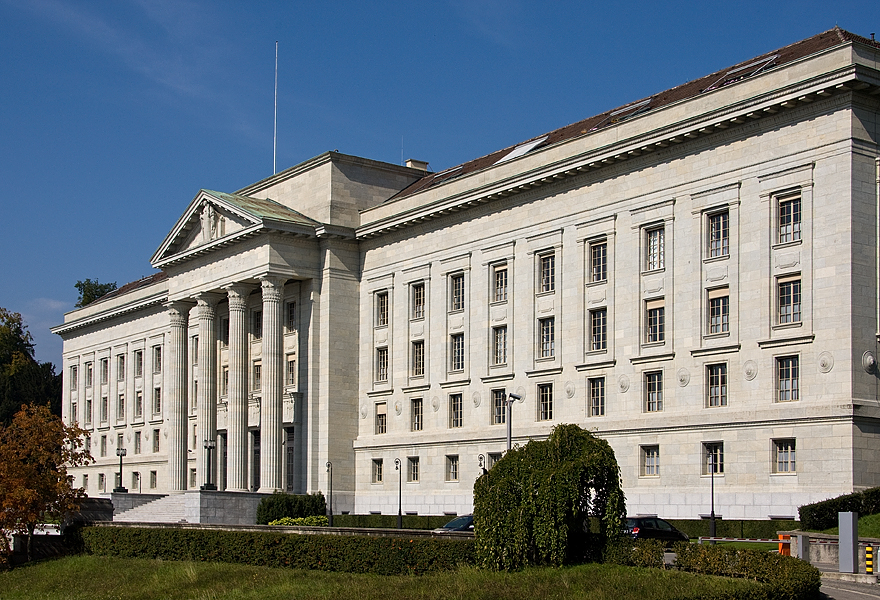
Budova nejvyššího spolkového soudu v Lausanne

Soudní pravomoc vykonávají v prvním stupni okresní soudy (tribunaux d'arrondissement) a ve druhém stupni kantonální soud (tribunal cantonal).
U kantonálního soudu se nacházejí důležité úřady, jako je kantonální vyšetřovací soud, soud pro mladistvé, exekuční soud a kantonální obchodní rejstřík. Působí také jako kantonální ústavní soud.
V hlavním městě kantonu, Lausanne, sídlí švýcarský Spolkový nejvyšší soud, který je nejvyšším soudním orgánem ve Švýcarsku.

### Zastoupení na celostátní úrovni
Kanton Vaud má po kantonech Curych a Bern nejvíce poslanců v Národní radě (19 členů). Ve Státní radě je zastoupen dvěma členy, stejně jako všechny historické kantony.

### Správní členění

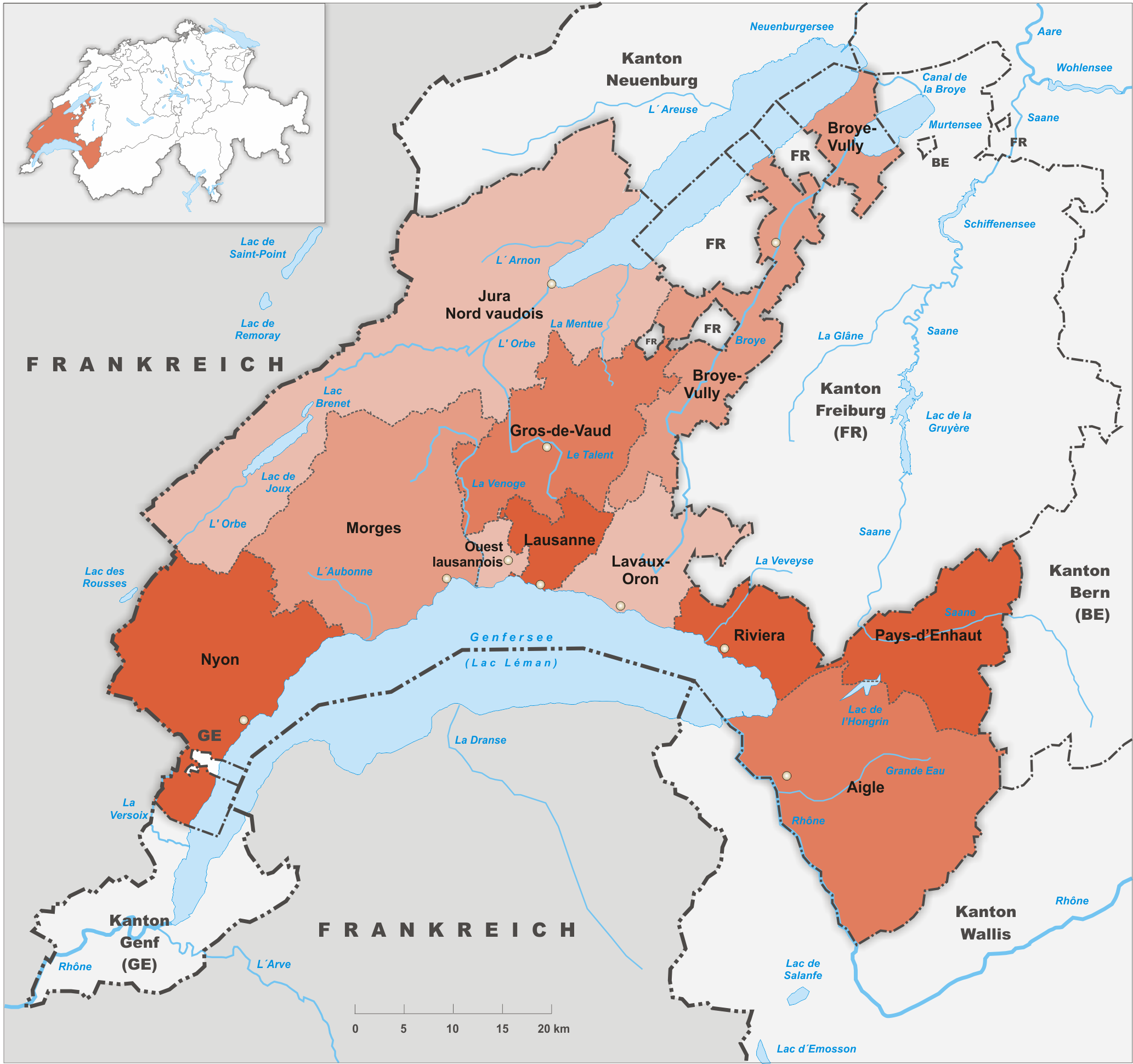
Mapa okresů kantonu Vaud

Od roku 1803 se kanton členil na 19 okresů (francouzsky district). K 1. lednu 2008 vstoupila v platnost správní reforma, která počet okresů snížila na 10. Z hlediska rozlohy je nejmenší Ouest lausannois s 26,34 km² a největší Jura-Nord vaudois se 700,99 km². Základní údaje okresů shrnuje následující tabulka (počet obyvatel k 31. 12. 2020):
| Okres                 | Počet obyvatel | Rozloha (km²) | Hlavní město      |
| --------------------- | -------------- | ------------- | ----------------- |
| Aigle                 | 46 253         | 434,99        | Aigle             |
| Broye-Vully           | 44 552         | 258,01        | Payerne           |
| Gros-de-Vaud          | 46 421         | 232,20        | Echallens         |
| Jura-Nord vaudois     | 93 134         | 700,99        | Yverdon-les-Bains |
| Lausanne              | 168 127        | 65,14         | Lausanne          |
| Lavaux-Oron           | 63 446         | 307,36        | Bourg-en-Lavaux   |
| Morges                | 84 533         | 373,07        | Morges            |
| Nyon                  | 103 305        | 307,36        | Nyon              |
| Ouest lausannois      | 79 015         | 26,34         | Renens            |
| Riviera-Pays-d’Enhaut | 85 976         | 282,92        | Vevey             |
| Celkem (10)           | 814 762        | 3212,02       | Lausanne          |

Okresy se dále člení na 300 politických obcí (francouzsky Commune). Níže jsou uvedeny politické obce s více než 10 000 obyvateli k 31. prosinci 2020:

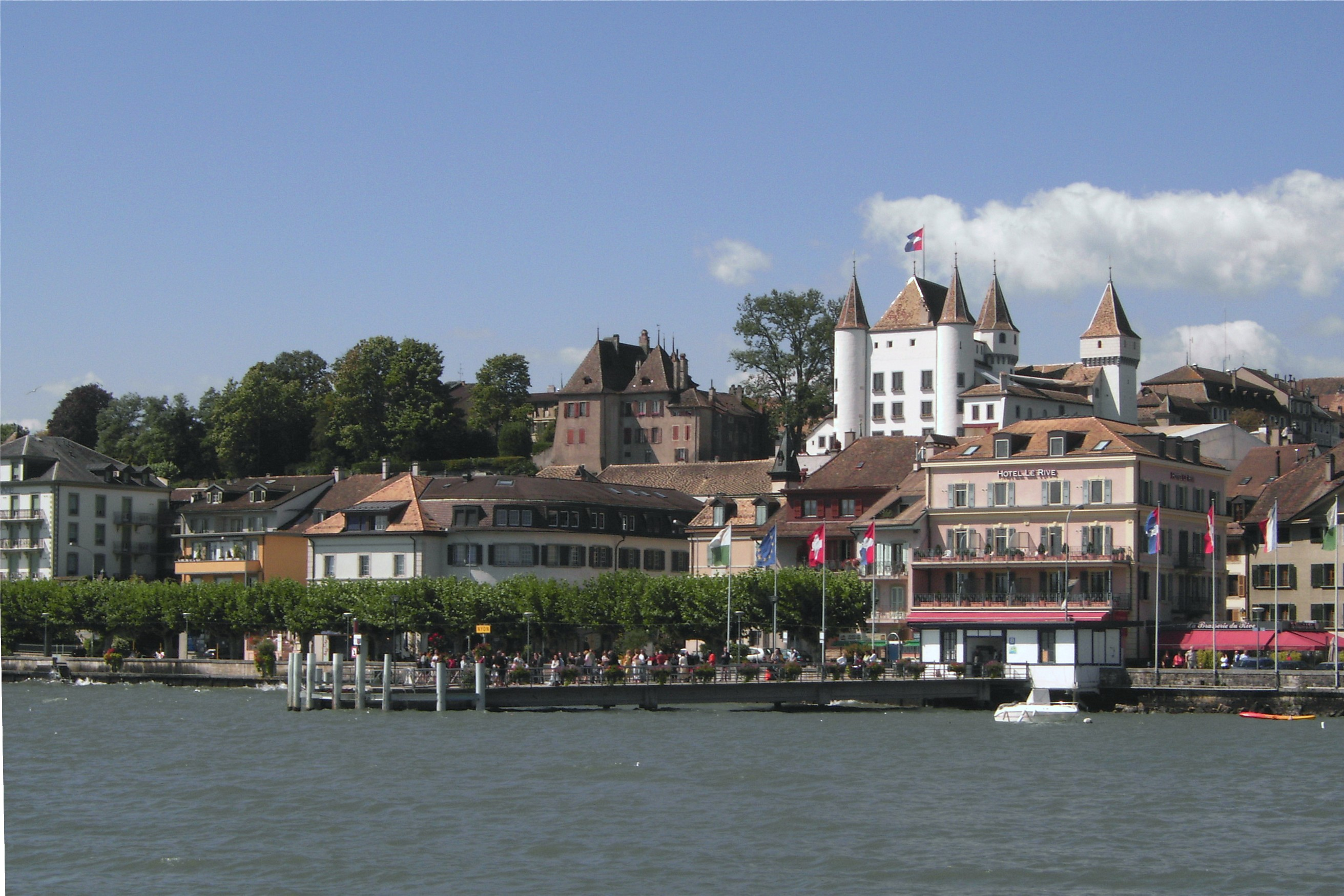
Nyon

| Obec                    | Počet obyvatel |
| ----------------------- | -------------- |
| Lausanne (hlavní město) | 140 202        |
| Yverdon-les-Bains       | 29 955         |
| Montreux                | 26 090         |
| Nyon                    | 21 718         |
| Renens                  | 20 834         |
| Vevey                   | 19 752         |
| Pully                   | 18 694         |
| Morges                  | 16 101         |
| Gland                   | 13 258         |
| Ecublens                | 13 157         |
| Prilly                  | 12 360         |
| La Tour-de-Peilz        | 12 068         |
| Blonay – Saint-Légier   | 11 732         |
| Payerne                 | 10 069         |

## Hospodářství

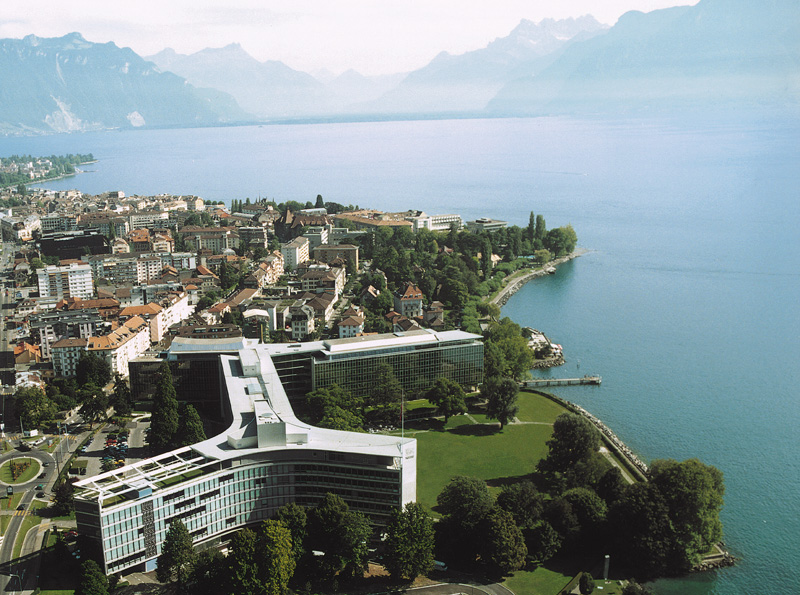
Sídlo společnosti Nestlé ve Vevey

Nejdůležitějšími hospodářskými odvětvími Vaudu jsou zpracovatelský průmysl a terciární sektor. 20 % produkce se vyváží, přičemž největším odběratelem zboží je Evropa (66 %). Ekonomika je však v podstatě založena na sektoru služeb. V tomto odvětví je téměř 80 % všech pracovních míst. Ekonomickým centrem je hlavní město Lausanne, kde podíl sektoru služeb dosahuje téměř 72 %. V roce 2018 činil ve Vaudu hrubý domácí produkt (HDP) na obyvatele 74 060 švýcarských franků.
Vaud je známý i v dalších hospodářských odvětvích. Přední průmyslová odvětví jsou v oborech mikromechaniky, elektroniky, hodinářství, lékařské techniky, informačních technologií a biotechnologií. V kantonu se nachází také několik technologických parků a inkubátorů. V Lausanne se nachází Světové obchodní centrum, které je známé v celém regionu. Hospodářský rozvoj je aktivně podporován úřady.
Mezi největší společnosti se sídlem ve Vaudu, které mají národní nebo mezinárodní význam, patří výrobce hardwaru Logitech, cigaretová společnost Philip Morris International, výrobce obuvi Baťa, mediální společnost Edipresse, reklamní společnost Publigroupe, největší světová potravinářská společnost Nestlé a výrobce digitálních bezpečnostních systémů Kudelski.
V roce 2020 obhospodařovalo 11 % zemědělské půdy kantonu ekologicky 374 zemědělských podniků.

### Turismus
Vaud se dělí na čtyři turistické regiony: Města a jezera, Jura, Venkov a Alpy. Za obzvláště oblíbenou je považována oblast mezi Lausanne a Montreux, kde se nachází i oblast Lavaux, tzv. Vaudská riviéra. V roce 2002 získal kanton z cestovního ruchu 4,56 miliardy franků (66 % přímých příjmů od turistů a 34 % nepřímých). S více než 22 510 zaměstnanci tvoří cestovní ruch 8,6 % všech pracovních míst v kantonu. V kantonu Vaud se nacházejí termální lázně Lavey (nejteplejší termální lázně ve Švýcarsku) a Yverdon-les-Bains (sirné termální vody v Yverdonu byly známy již v římských dobách).

## Doprava

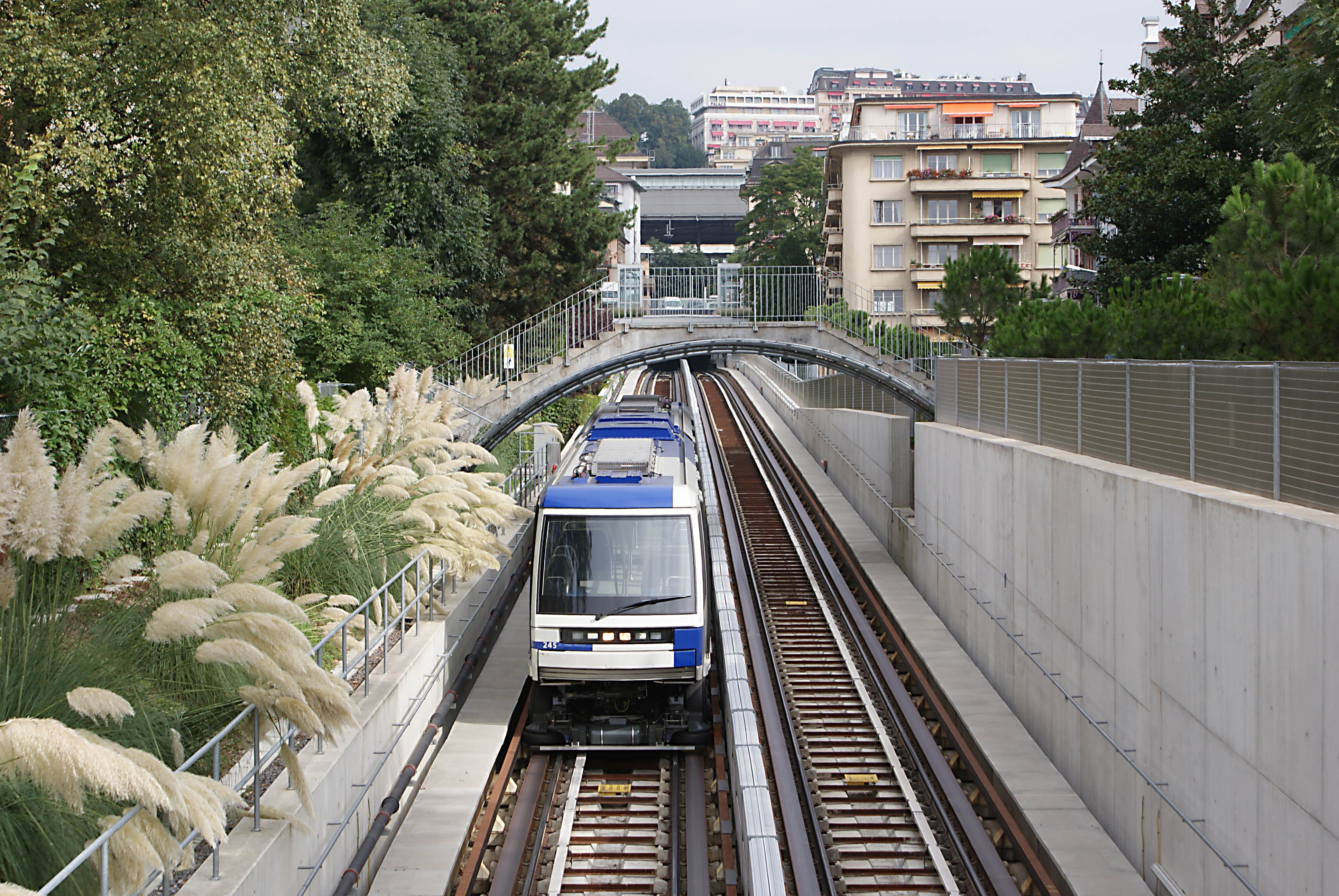
Linka metra M2 v Lausanne

První švýcarskou dálnicí byl úsek Ženeva–Lausanne (dnešní dálnice A1). Nejbližší mezinárodní letiště je letiště Ženeva. V kantonu Vaud se však nacházejí dvě regionální letiště: letiště Lausanne-La Blécherette a vojenské letiště Payerne. Veřejná doprava je v celém kantonu velmi dobře rozvinutá, takže mnoho dojíždějících nepoužívá k cestě do práce osobní automobil. Nádraží v Lausanne slouží jako uzel regionální, vnitrostátní a mezinárodní dopravy a spojuje město s většími mezinárodními městy, jako je Paříž, Milán, Stuttgart nebo Frankfurt nad Mohanem, během několika hodin. Velké seřaďovací nádraží Lausanne se nachází v blízkosti Lausanne. Místní doprava je také velmi dobře rozvinutá a z cestovního ruchu těží i četné železniční tratě. Kromě toho obsluhují tato města a jejich aglomerace autobusové a trolejbusové sítě v Lausanne, Montreux, Vevey, Nyonu, Morges, Yverdon-les-Bains a Aigle.
S otevřením metra v Lausanne (M2) v roce 2008 vznikl plně automatizovaný systém metra, který je ve Švýcarsku jedinečný. Jde o doposud jediný systém metra ve Švýcarsku.
Na Ženevském jezeře provozuje lodní dopravu společnost Compagnie Générale de Navigation sur le Lac Léman (CGN), která obsluhuje také francouzské obce na protějším břehu jezera, jako je například Évian-les-Bains.
V roce 2021 činila míra automobilizace (počet osobních automobilů na 1000 obyvatel) 517.